# Montfort-sur-Meu
Montfort-sur-Meu (bret. Moñforzh) – miejscowość i gmina we Francji, w regionie Bretania, w departamencie Ille-et-Vilaine.
Według danych na rok 1990 gminę zamieszkiwało 4675 osób, a gęstość zaludnienia wynosiła 333 osoby/km² (wśród 1269 gmin Bretanii Montfort-sur-Meu plasuje się na 93. miejscu pod względem liczby ludności, natomiast pod względem powierzchni na miejscu 702.).
Miejsce urodzenia św. Ludwika Grignon de Montfort (1673-1716) kaznodziei i tercjarza dominikańskiego.

## Miasta partnerskie
- Pobiedziska